# Las Ketchup

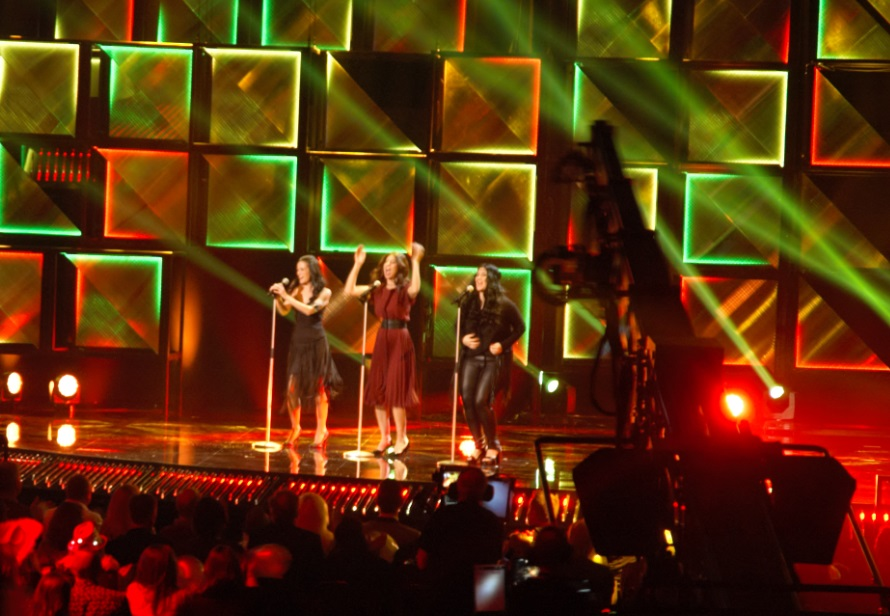
Las Ketchup in 2016

Las Ketchup is een Spaanse meidengroep, afkomstig uit Córdoba in Andalusië. De groep bestaat uit de zussen Lola, Pilar, Lucia en Rocío Muñoz. Laatstgenoemde is pas later bij de groep gekomen. 

## The Ketchup Song
Las Ketchup scoorde in de zomer van 2002 een grote hit met The ketchup song (Aserejé). Het nummer bereikte in veel landen de top van de hitlijsten, waaronder in Spanje, Engeland, Italië, Frankrijk, Finland, Zweden, België, Zwitserland, Duitsland, Argentinië, Mexico, Puerto Rico en Nederland. Het refrein is gebaseerd op het intro van Rapper's Delight, een hit van the Sugarhill Gang uit 1979, maar de tekst Aserejé ja deje dejebe tu dejebe sebi unuova... betekent niets. Bij het nummer zat een bijbehorend dansje.
Van The Ketchup Song zijn meerdere versies gemaakt, waaronder een Spaanstalige en een Engelstalige versie. Aan het eind van 2002 kwam er ook een kerstversie van uit, met bellen op de achtergrond en een nieuwe videoclip in kerstthema.
Op 29 december 2009 werd The ketchup song (Aserejé) in de Decennium Single Top 100 uitgeroepen tot bestverkochte single van het afgelopen decennium. Er werden 250.000 singles verkocht van het liedje.

## Eurovisiesongfestival 2006
Op het Eurovisiesongfestival van 2006, dat in de Griekse hoofdstad Athene werd georganiseerd, vertegenwoordigde Las Ketchup Spanje met het lied Bloody Mary. Door de bekendheid die de groep in Europa al had verworven, verwachtten velen dat Spanje eindelijk weer eens mee zou kunnen strijden om de overwinning. Zover kwam het echter niet: Las Ketchup werd slechts 21e in de eindrangschikking, met 18 punten. In de finale streden 24 landen om de Eurovisietitel.

## Discografie

### Albums
| Album met eventuele hitnotering(en) in de Nederlandse Album Top 100 | Datum van verschijnen | Datum van binnenkomst | Hoogste positie | Aantal weken | Opmerkingen |
| ------------------------------------------------------------------- | --------------------- | --------------------- | --------------- | ------------ | ----------- |
| Hijas del tomate                                                    | 2002                  | 21-09-2002            | 23              | 7            |             |

### Singles
| Single met eventuele hitnotering(en) in de Nederlandse Top 40 | Datum van verschijnen | Datum van binnenkomst | Hoogste positie | Aantal weken | Opmerkingen                                                                                                  |
| ------------------------------------------------------------- | --------------------- | --------------------- | --------------- | ------------ | --- |
| The ketchup song (Aserejé)                                    | 2002                  | 24-08-2002            | 1(9wk)          | 22           | Alarmschijf / Hit van het jaar 2002 / Platina / Bestverkochte single van 2002 en van het decennium 2000-2009 |

| Single met hitnotering(en) in de Vlaamse Ultratop 50 | Datum van verschijnen | Datum van binnenkomst | Hoogste positie | Aantal weken | Opmerkingen                   |
| ---------------------------------------------------- | --------------------- | --------------------- | --------------- | ------------ | ----------------------------- |
| The ketchup song (Aserejé)                           | 2002                  | 24-08-2002            | 1(12wk)         | 28           | Bestverkochte single van 2002 |